# Jajo centrolecytalne
Jajo centrolecytalne – polilecytalna i anizolecytalna komórka jajowa charakteryzująca się dużym żółtkiem umiejscowionym w części centralnej. Bruzdkuje zwykle powierzchniowo. Występuje u większości owadów.